# Idiocrates balanitis
Idiocrates balanitis är en fjärilsart som beskrevs av Edward Meyrick 1922. Idiocrates balanitis ingår i släktet Idiocrates och familjen plattmalar. Inga underarter finns listade i Catalogue of Life.